# Chulpasia
Chulpasia — вимерлий рід еоценових сумчастих. Це була невелика тварина, близько 20 сантиметрів завдовжки, з всеїдним харчуванням. Його дієта, ймовірно, включала насіння, дрібні фрукти та комах. Скам'янілості були знайдені в формації Муньяні в сучасному Перу.

## Австралійська загадка
У 2009 році Bernard Sigé та ін. описав скам'янілість сумчастої тварини, знайдену на еоценовій стоянці скам'янілостей Мургон, Квінсленд. Посилаючись на зразок як Chulpasia jimthorselli, вони показали цю знахідку як приклад обміну фаунами Гондвани між Південною Америкою та Австралією протягом раннього палеогену.
Однак останні повторні оцінки показали, що цей зразок не має нічого, що можна віднести до Chulpasia або будь-кого з її близьких родичів, і натомість ідентифікували його як metatherian incertae sedis. Поки що рід, як і пауцітуберкуляти в цілому, залишається виключно південноамериканським.